# Ankara Çayı
Der Ankara Çayı ist ein rechter Nebenfluss des Sakarya in der türkischen Provinz Ankara.
Der Ankara Çayı entsteht im Zentrum der Hauptstadt Ankara am Zusammenfluss von Çubuk Çayı (rechts) und Hatip Çayı (links). Letzterer verläuft auf seinen letzten Kilometern in einer unterirdischen Betonröhre. Etwa einen Kilometer flussabwärts überspannt die Steinbrücke Akköprü den Ankara Çayı. Am westlichen Stadtrand von Ankara mündet der Ova Çayı von rechts in den Fluss. Der Ankara Çayı fließt in überwiegend westlicher Richtung und mündet nach etwa 140 km in den nach Norden strömenden Sakarya. 
Das Flusswasser weist einen hohen Verschmutzungsgrad auf. 